# Senonnes
Senonnes é uma comuna francesa na região administrativa da Pays de la Loire, no departamento de Mayenne. Estende-se por uma área de 13,13 km². Em 2010 a comuna tinha 359 habitantes (densidade: 27,3 hab./km²).